# アマンタジン
アマンタジン (Amantadine) は、アダマンタンにアミノ基がついた構造をしているアミンの一種である。NMDA受容体を拮抗阻害作用がある。パーキンソン病やA型インフルエンザの治療に使われている。製品名はシンメトレル。ノバルティスが製造・販売している。示性式C10H15NH2の第二級アミン化合物であり、1-アダマンチルアミンとも呼ばれる。

## 合成
1-ブロモアダマンタンをエタノール中でアンモニアと混合し、密閉圧力容器を用いて170℃、15時間熱処理させて得られる。生成物の純度は低いため、塩化水素を作用させて固体の塩酸塩として回収することで精製する。

## 薬理
脊髄後角ニューロンにあるNMDA受容体を拮抗阻害する。パーキンソン病の症状を改善する治療薬として用いられる。パーキンソン症候群の全てに効果があるわけではない。
また、インフルエンザウイルスのM2蛋白を阻害し、ウイルスが脱殻することを抑制し、またウイルス粒子を構成することができなくなることによりA型インフルエンザ治療薬としても用いられる。なお、B型インフルエンザのM2蛋白には結合できず、効果がない。副作用は睡眠障害や幻覚などであるが、パーキンソン病治療薬としては副作用は少ない方である。

## 適応
1. パーキンソン症候群
2. 脳梗塞後遺症に伴う意欲・自発性低下の改善
3. A型インフルエンザウイルス感染症

## 副作用
副作用発現率は、
- パーキンソン症候群の治療に用いた場合、23.4%
- 脳梗塞後遺症に伴う意欲・自発性低下等の改善に用いた場合、5.8%
- A型インフルエンザウイルス感染症に用いた場合、2.4%

で、重大な副作用としては、悪性症候群（0.1%未満）、中毒性表皮壊死融解症（TEN）（頻度不明）、皮膚粘膜眼症候群（スティーブンス・ジョンソン症候群）（頻度不明）、視力低下を伴う瀰漫性表在性角膜炎（頻度不明）、角膜浮腫様症状（頻度不明）、心不全（頻度不明）、肝機能障害（頻度不明）、	腎障害（頻度不明）、意識障害（昏睡を含む）（頻度不明）、精神症状（幻覚、妄想、譫妄：5%未満、錯乱：0.1%未満等）、痙攣（0.1%未満）、ミオクローヌス（頻度不明）、横紋筋融解症（頻度不明）である。

## 特徴
米国では 2005-2006年のインフルエンザシーズン当初にインフルエンザA/H3N2型において 92.3%の率で耐性をもつウイルスが検出され、アメリカ疾病予防管理センターは抗インフルエンザ薬として使用しないよう緊急勧告を出した。英国国立医療技術評価機構（NICE）のよる2008年のガイドラインは、インフルエンザの予防に使用してはならないと勧告し、同様に治療にも使用してはならないとしている。日本においては引き続き使用されているが、日本臨床内科医会インフルエンザ研究班の調査によれば 2003-2004 シーズン、2004-2005 シーズン、2005-2006 シーズンを比較すると解熱時間、発熱時間が年々有意に延長していることが明らかになっている。
本来インフルエンザ感染症の治療薬として開発されていたが、治験の最中にパーキンソン病が改善した患者がいたため、適応を拡大した。

## 種類
- 錠剤:50mg, 100mg
- 細粒:10%

塩酸塩のCAS登録番号は665-66-7。